# (523601) 2003 UY413
(523601) 2003 UY413 ist ein großes transneptunisches Objekt im Kuipergürtel, das bahndynamisch als Scattered Disk Object (SDO) eingestuft wird. Aufgrund seiner Größe gehört der Asteroid möglicherweise zu den Zwergplanetenkandidaten.

## Entdeckung
2003 UY413 wurde am 19. Oktober 2003 von einem Astronomenteam, bestehend aus Mike Brown (CalTech), Chad Trujillo (Gemini) und Dave Rabinowitz (Yale), im Rahmen des Near-Earth-Asteroid-Tracking-Projekts (NEAT) mit dem 1,2–m–Oschin-Schmidt-Teleskop am Palomar-Observatoriums des California Institute of Technology (CalTech) in Kalifornien entdeckt. Die Entdeckung wurde am 1. September 2007 zusammen mit 2003 UZ413, 2004 NT33, (612931) 2005 CA79, 2005 CB79 und 2005 UQ513 bekanntgegeben, der Planetoid erhielt am 25. September 2018 von der IAU die Kleinplaneten-Nummer 523601.
Nach seiner Entdeckung ließ sich 2003 UY413 auf Fotos vom 12. Oktober 1996, die im Rahmen des Pan-STARRS-Programmes am Steward-Observatorium (Kitt-Peak) gemacht wurden, zurückgehend identifizieren und so seinen Beobachtungszeitraum um sieben Jahre verlängern, um so seine Umlaufbahn genauer zu berechnen. Damals erhielt der Planetoid die provisorische Bezeichnung 1996 TC68, doch konnte er in der Folge nicht mehr aufgefunden werden, bis er 2003 wiederentdeckt wurde und die heute gültige Bezeichnung 2003 UY413 erhielt. Seither wurde der Planetoid durch verschiedene erdbasierte Teleskope beobachtet. Im November 2018 lagen 160 Beobachtungen über einen Zeitraum von 22 Jahren vor. Die bisher letzte Beobachtung wurde im November 2018 am zweiten Pan-STARRS-Teleskop (PS2) durchgeführt. (Stand 13. März 2019)

## Eigenschaften

### Umlaufbahn
2003 UY413 umkreist die Sonne in 323,71 Jahren auf einer elliptischen Umlaufbahn zwischen 37,23 AE und 57,06 AE Abstand zu deren Zentrum. Die Bahnexzentrizität beträgt 0,210, die Bahn ist 20,73° gegenüber der Ekliptik geneigt. Derzeit ist der Planetoid 41,79 AE von der Sonne entfernt. Das Perihel durchlief er das letzte Mal 1976, der nächste Periheldurchlauf dürfte also im Jahre 2300 erfolgen.
Die große Halbachse von 2003 UY413 befindet sich am äußeren Rand des Kuipergürtels, der sogenannten Kuiper-Klippe (englisch Kuiper cliff) bei 47 AE.
Marc Buie (DES) klassifiziert den Planetoiden als SDO, während vom Minor Planet Center keine spezifische Einstufung existiert; letzteres ordnet ihn als Nicht-SDO und allgemein als «Distant Object» ein. Das Johnston’s Archive führt es als «other TNO» auf, was bedeutet, dass es mit Sicherheit kein Cubewano oder Resonantes KBO ist.

### Größe
Derzeit wird von einem Durchmesser von 373 km ausgegangen, basierend auf einem Rückstrahlvermögen von 8 % und einer absoluten Helligkeit von 5,6 m. Ausgehend von diesem Durchmesser ergibt sich eine Gesamtoberfläche von etwa 437.000 km2. Die scheinbare Helligkeit von 2003 UY413 beträgt 21,90 m.
Da es denkbar ist, dass sich 2003 UY413 aufgrund seiner Größe im hydrostatischen Gleichgewicht befindet und somit weitgehend rund sein könnte, erfüllt er möglicherweise die Kriterien für eine Einstufung als Zwergplanet. Mike Brown geht davon aus, dass es sich bei 2003 UY413 um vielleicht einen Zwergplaneten handelt.
| Jahr                                         | Abmessungen km | Quelle   |
| -------------------------------------------- | -------------- | -------- |
| 2018                                         | 368,0          | Johnston |
| 2018                                         | 373,0          | Brown    |
| Die präziseste Bestimmung ist fett markiert. |                |          |